# Torneo de Promoción y Reservas 2020
El Torneo de Promoción y Reservas de fútbol del Perú 2020 fue la undécima edición de este torneo. Se inició el viernes 31 de enero. Esta edición se jugó en paralelo a las seis primeras fechas de la Liga 1 2020. Quedó cancelada debido a la crisis sanitaria causada por la pandemia de COVID-19.
Participaron en él los 20 clubes que integran la Liga 1.

## Sistema del Campeonato
El torneo se jugaría con el sistema de todos contra todos en partidos de ida y vuelta.
Concluida la fecha 38, se establecía una tabla de posiciones. El primer lugar iba a otorgar 2 puntos a su primer equipo en la tabla acumulada de la Liga 1. A su vez, el segundo lugar iba otorgar 1 punto a su primer equipo.
El torneo quedó cancelado debido a la pandemia de COVID-19.

## Información de los equipos
| Equipo                    | Entrenador                         | Estadio                      | Capacidad | Proveedor    | Auspiciador                 |
| ------------------------- | ---------------------------------- | ---------------------------- | --------- | ------------ | --------------------------- |
| Academia Cantolao         | Ramón Perleche                     | Colegio Leoncio Prado        | 0         | Verco        |                             |
| Alianza Lima              | Guillermo Salas                    | Complejo EGB                 | 0         | Nike         | Banco Pichincha             |
| Alianza Universidad       | César Chacón                       | Heraclio Tapia               | 25.000    | New Athletic | UDH                         |
| Atlético Grau             | Bandera de ?                       | Campeones del 36             | 12 000    | Walon        | Caja Piura                  |
| Ayacucho                  | Oseas de Souza                     | Ciudad de Cumaná             | 15.000    | Real         | Cooperativa María Magdalena |
| Binacional                | Javier Uturunco                    | Guillermo Briceño Rosamedina | 20.030    | New Athletic | New Athletic                |
| Carlos A. Mannucci        | Salomón Paredes                    | Mansiche                     | 25.036    | Walon        | UPAO                        |
| Carlos Stein              | Segundo Quiroz                     | Francisco Mendoza Pizarro    | 7000      | New Life     |                             |
| Cienciano                 | Jorge Parihuana                    | Inca Garcilaso de la Vega    | 42.056    | New Athletic | Caja Huancayo               |
| Cusco                     | Bandera de ?                       | Complejo Deportivo Cusco FC  | 0         | Walon        | Caja Cusco                  |
| Deportivo Llacuabamba     | Bandera de ?                       | Héroes de San Ramón          | 18.000    | Loma's       |                             |
| Deportivo Municipal       | Gerardo Carrillo                   | San Marcos                   | 33.000    | Umbro        | Edificaciones Inmobiliarias |
| Melgar                    | Adrián Díaz                        | Monumental de la UNSA        | 40.370    | Walon        | Caja Arequipa               |
| Sport Boys                | Luis Hernández Francisco Hernández | Facundo Ramírez Aguilar      | ?         | Sfera3       | Roky's                      |
| Sport Huancayo            | Bandera de ?                       | Huancayo                     | 20.000    | Walon        | Caja Huancayo               |
| Sporting Cristal          | Bandera de ?                       | Alberto Gallardo             | 11.600    | Adidas       | Cerveza Cristal             |
| Universidad César Vallejo | Bandera de ?                       | Villa Poeta - Club UCV       | ?         | Real         | UCV                         |
| Universidad San Martín    | Bandera de ?                       | Alberto Gallardo             | 11.600    | Umbro        | USMP                        |
| Universitario             | Paul Cominges                      | Campo Mar - U                | 0         | Marathon     | Caja Huancayo               |
| UTC de Cajamarca          | Bandera de ?                       | Héroes de San Ramón          | 18.000    | Loma's       |                             |

## Resultados

### Clasificación
| Pos. | Equipo                    | PJ | PG | PE | PP | GF | GC | DG  | Pts. |
| ---- | ------------------------- | -- | -- | -- | -- | -- | -- | --- | ---- |
| 1.°  | FBC Melgar                | 5  | 5  | 0  | 0  | 19 | 6  | +13 | 15   |
| 2.°  | Ayacucho                  | 6  | 3  | 3  | 0  | 7  | 4  | +3  | 12   |
| 3.°  | Alianza Lima              | 6  | 3  | 2  | 1  | 9  | 6  | +3  | 11   |
| 4.°  | Atlético Grau             | 6  | 3  | 2  | 1  | 8  | 8  | 0   | 11   |
| 5.°  | Sporting Cristal          | 4  | 3  | 1  | 0  | 19 | 4  | +15 | 10   |
| 6.°  | Carlos A. Mannucci        | 6  | 3  | 1  | 2  | 9  | 6  | +3  | 10   |
| 7.°  | Cienciano                 | 6  | 3  | 1  | 2  | 7  | 5  | +2  | 10   |
| 8.°  | Alianza Universidad       | 6  | 3  | 0  | 3  | 9  | 5  | +4  | 9    |
| 9.°  | Sport Boys                | 6  | 2  | 3  | 1  | 10 | 7  | +3  | 9    |
| 10.° | Sport Huancayo            | 5  | 3  | 0  | 2  | 6  | 4  | +2  | 9    |
| 11.° | Universitario             | 6  | 2  | 3  | 1  | 10 | 9  | +1  | 9    |
| 12.° | Binacional                | 6  | 2  | 2  | 2  | 7  | 9  | -2  | 8    |
| 13.° | Deportivo Municipal       | 6  | 1  | 3  | 2  | 3  | 5  | -2  | 6    |
| 14.° | UTC                       | 6  | 1  | 3  | 2  | 4  | 9  | -5  | 6    |
| 15.° | Carlos Stein              | 6  | 1  | 3  | 2  | 12 | 18 | -6  | 6    |
| 16.° | Universidad César Vallejo | 6  | 1  | 2  | 3  | 6  | 13 | -7  | 5    |
| 17.° | Universidad San Martín    | 6  | 1  | 1  | 4  | 4  | 8  | -4  | 4    |
| 18.° | Academia Cantolao         | 6  | 1  | 1  | 4  | 4  | 8  | -4  | 4    |
| 19.° | Deportivo Llacuabamba     | 6  | 1  | 0  | 5  | 2  | 12 | -10 | 3    |
| 20.° | Cusco                     | 6  | 0  | 1  | 5  | 5  | 14 | -9  | 1    |

### Evolución de las clasificaciones
| Jornada                   | 1  | 2  | 3  | 4  | 5  | 6  |
| Equipo                    |    |    |    |    |    |    |
| ------------------------- | -- | -- | -- | -- | -- | -- |
| Alianza Lima              | 5  | 3  | 3  | 6  | 3  | 3  |
| Alianza Universidad       | 14 | 6  | 13 | 10 | 4  | 8  |
| Atlético Grau             | 19 | 12 | 12 | 8  | 9  | 4  |
| Ayacucho                  | 10 | 13 | 6  | 3  | 6  | 2  |
| Deportivo Binacional      | 6  | 11 | 11 | 7  | 12 | 12 |
| Cantolao                  | 18 | 8  | 20 | 20 | 20 | 18 |
| Carlos A. Mannucci        | 8  | 15 | 17 | 13 | 11 | 6  |
| Carlos Stein              | 9  | 18 | 16 | 17 | 13 | 15 |
| Cienciano                 | 4  | 2  | 1  | 2  | 2  | 7  |
| Cusco                     | 15 | 19 | 19 | 19 | 19 | 20 |
| Deportivo Llacuabamba     | 20 | 20 | 15 | 11 | 14 | 19 |
| Deportivo Municipal       | 16 | 16 | 18 | 18 | 18 | 13 |
| FBC Melgar                | 3  | 1  | 4  | 1  | 1  | 1  |
| Sport Boys                | 2  | 5  | 2  | 4  | 7  | 9  |
| Sport Huancayo            | 1  | 7  | 5  | 9  | 5  | 10 |
| Sporting Cristal          | 12 | 4  | 7  | 12 | 10 | 5  |
| Universidad César Vallejo | 7  | 9  | 8  | 15 | 16 | 16 |
| Universidad San Martín    | 11 | 17 | 10 | 14 | 15 | 17 |
| UTC                       | 13 | 14 | 14 | 16 | 17 | 14 |
| Universitario             | 17 | 10 | 9  | 5  | 8  | 11 |

### Apertura
| Fecha 1             | Fecha 1   | Fecha 1               | Fecha 1                   | Fecha 1      | Fecha 1 | Fecha 1 |
| Local               | Resultado | Visitante             | Estadio                   | Fecha        | Hora    |         |
| ------------------- | --------- | --------------------- | ------------------------- | ------------ | ------- | ------- |
| Alianza Lima        | 2 - 1     | Alianza Universidad   | Complejo EGB              | 31 de enero  | 10:00   |         |
| Melgar              | 4 - 2     | Universitario         | Monumental de la UNSA     | 31 de enero  | 15:00   |         |
| Univ. César Vallejo | 1 - 1     | Deportivo Municipal   | Villa Poeta               | 1 de febrero | 10:00   |         |
| UTC                 | 0 - 0     | Sporting Cristal      | Héroes de San Ramón       | 1 de febrero | 12:00   |         |
| Sport Huancayo      | 3 - 0     | Atlético Grau         | Huancayo                  | 1 de febrero | 14:30   |         |
| Academia Cantolao   | 0 - 2     | Cienciano             | Colegio Leoncio Prado     | 2 de febrero | 08:00   |         |
| Univ. San Martin    | 1 - 1     | Ayacucho FC           | Alberto Gallardo          | 2 de febrero | 08:30   |         |
| Sport Boys          | 3 - 0     | Deportivo Llacuabamba | Facundo Ramírez Aguilar   | 2 de febrero | 10:00   |         |
| Carlos Stein        | 2 - 2     | Carlos A. Mannucci    | Francisco Mendoza Pizarro | 2 de febrero | 12:00   |         |
| Cusco FC            | 1 - 2     | Binacional            | Complejo Oropesa          | 3 de febrero | 09:00   |         |

| Fecha 2               | Fecha 2   | Fecha 2             | Fecha 2                      | Fecha 2      | Fecha 2 | Fecha 2 |
| Local                 | Resultado | Visitante           | Estadio                      | Fecha        | Hora    |         |
| --------------------- | --------- | ------------------- | ---------------------------- | ------------ | ------- | ------- |
| Ayacucho FC           | 2 - 2     | Sport Boys          | Ciudad de Cumaná             | 7 de febrero | 12:15   |         |
| Universitario         | 1 - 0     | Sport Huancayo      | Campo Mar - U                | 8 de febrero | 08:30   |         |
| Atlético Grau         | 3 - 2     | Univ. César Vallejo | Campeones del 36             | 8 de febrero | 10:00   |         |
| Binacional            | 0 - 2     | Melgar              | Guillermo Briceño Rosamedina | 8 de febrero | 12:00   |         |
| Sporting Cristal      | 4 - 0     | Cusco FC            | Alberto Gallardo             | 9 de febrero | 08:15   |         |
| Cienciano             | 2 - 0     | Univ. San Martin    | Inca Garcilaso de la Vega    | 9 de febrero | 11:00   |         |
| Deportivo Llacuabamba | 0 - 3     | Academia Cantolao   | Héroes de San Ramón          | 9 de febrero | 12:00   |         |
| Alianza Universidad   | 3 - 0     | Carlos Stein        | Heraclio Tapia               | 9 de febrero | 12:00   |         |
| Carlos A. Mannucci    | 2 - 3     | Alianza Lima        | Mansiche                     | 9 de febrero | 14:00   |         |
| Deportivo Municipal   | 0 - 0     | UTC                 | San Marcos                   | 9 de febrero | 16:45   |         |

| Fecha 3             | Fecha 3   | Fecha 3               | Fecha 3                   | Fecha 3       | Fecha 3   | Fecha 3 |
| Local               | Resultado | Visitante             | Estadio                   | Fecha         | Hora      |         |
| ------------------- | --------- | --------------------- | ------------------------- | ------------- | --------- | ------- |
| Univ. César Vallejo | 0 - 0     | Binacional            | Villa Poeta               | 14 de febrero | 10:00     |         |
| Cienciano           | 2 - 0     | Deportivo Llacuabamba | Inca Garcilaso de la Vega | 14 de febrero | 12:00     |         |
| Carlos Stein        | 3 - 3     | Universitario         | Carlos A. Olivares        | 15 de febrero | 10:00     |         |
| Sport Boys          | 1 - 0     | Carlos A. Mannucci    | Facundo Ramírez Aguilar   | 15 de febrero | 10:00     |         |
| Alianza Lima        | 1 - 1     | Atlético Grau         | Complejo EGB              | 15 de febrero | 10:00     |         |
| Academia Cantolao   | 0 - 1     | Ayacucho FC           | Miguel Grau               | 16 de febrero | 08:00     |         |
| Univ. San Martin    | 2 - 1     | Alianza Universidad   | Alberto Gallardo          | 16 de febrero | 08:15     |         |
| Sport Huancayo      | 2 - 0     | Deportivo Municipal   | Huancayo                  | 16 de febrero | 14:45     |         |
| UTC                 | 1 - 1     | Cusco FC              | Héroes de San Ramón       | 17 de febrero | 12:00     |         |
| Melgar              |           | Sporting Cristal      | Monumental UNSA           | Cancelado     | Cancelado |         |

| Fecha 4               | Fecha 4   | Fecha 4                   | Fecha 4                      | Fecha 4       | Fecha 4   | Fecha 4 |
| Local                 | Resultado | Visitante                 | Estadio                      | Fecha         | Hora      |         |
| --------------------- | --------- | ------------------------- | ---------------------------- | ------------- | --------- | ------- |
| Binacional            | 2 - 0     | UTC                       | Guillermo Briceño Rosamedina | 21 de febrero | 10:00     |         |
| Deportivo Municipal   | 0 - 0     | Carlos Stein              | San Marcos                   | 21 de febrero | 17:15     |         |
| Universitario         | 2 - 0     | Universidad César Vallejo | Campo Mar - U                | 22 de febrero | 09:00     |         |
| Atlético Grau         | 2 - 1     | Sport Boys                | Campeones del 36             | 22 de febrero | 10:00     |         |
| Cusco                 | 2 - 4     | Melgar                    | Complejo Oropesa             | 23 de febrero | 09:00     |         |
| Carlos A. Mannucci    | 2 - 0     | Academia Cantolao         | Mansiche                     | 23 de febrero | 10:00     |         |
| Ayacucho              | 1 - 0     | Alianza Lima              | Ciudad de Cumaná             | 23 de febrero | 12:30     |         |
| Alianza Universidad   | 2 - 0     | Cienciano                 | Heraclio Tapia               | 24 de febrero | 09:00     |         |
| Deportivo Llacuabamba | 2 - 1     | Universidad San Martín    | Héroes de San Ramón          | 24 de febrero | 12:00     |         |
| Sporting Cristal      |           | Sport Huancayo            | Alberto Gallardo             | Cancelado     | Cancelado |         |

| Fecha 5                   | Fecha 5   | Fecha 5               | Fecha 5                   | Fecha 5       | Fecha 5 | Fecha 5 |
| Local                     | Resultado | Visitante             | Estadio                   | Fecha         | Hora    |         |
| ------------------------- | --------- | --------------------- | ------------------------- | ------------- | ------- | ------- |
| Alianza Lima              | 2 - 0     | Deportivo Municipal   | Complejo EGB              | 28 de febrero | 10:00   |         |
| UTC                       | 2 - 6     | Melgar                | Héroes de San Ramón       | 28 de febrero | 12:00   |         |
| Alianza Universidad       | 2 - 0     | Deportivo Llacuabamba | Heraclio Tapia            | 29 de febrero | 09:00   |         |
| Academia Cantolao         | 1 - 1     | Atlético Grau         | Miguel Grau               | 29 de febrero | 10:00   |         |
| Cienciano                 | 1 - 1     | Ayacucho              | Inca Garcilaso de la Vega | 29 de febrero | 12:00   |         |
| Sport Boys                | 1 - 1     | Universitario         | Facundo Ramírez Aguilar   | 29 de febrero | 15:00   |         |
| Universidad San Martín    | 0 - 1     | Carlos A. Mannucci    | Alberto Gallardo          | 1 de marzo    | 08:15   |         |
| Carlos Stein              | 4 - 1     | Binacional            | Carlos A. Olivares        | 1 de marzo    | 09:00   |         |
| Universidad César Vallejo | 1 - 6     | Sporting Cristal      | Villa Poeta               | 1 de marzo    | 10:00   |         |
| Sport Huancayo            | 1 - 0     | Cusco                 | Huancayo                  | 2 de marzo    | 17:30   |         |

| Fecha 6               | Fecha 6   | Fecha 6                   | Fecha 6                      | Fecha 6    | Fecha 6 | Fecha 6 |
| Local                 | Resultado | Visitante                 | Estadio                      | Fecha      | Hora    |         |
| --------------------- | --------- | ------------------------- | ---------------------------- | ---------- | ------- | ------- |
| Carlos A. Mannucci    | 2 - 0     | Cienciano                 | Mansiche                     | 6 de marzo | 18:00   |         |
| Sporting Cristal      | 9 - 3     | Carlos Stein              | Alberto Gallardo             | 7 de marzo | 09:00   |         |
| Deportivo Llacuabamba | 0 - 1     | UTC                       | Heraclio Tapia               | 7 de marzo | 12:00   |         |
| Cusco                 | 1 - 2     | Universidad César Vallejo | Complejo Oropesa             | 7 de marzo | 12:00   |         |
| Deportivo Municipal   | 2 - 0     | Academia Cantolao         | San Marcos                   | 7 de marzo | 15:00   |         |
| Melgar                | 3 - 0     | Sport Huancayo            | Monumental UNSA              | 7 de marzo | 16:00   |         |
| Atlético Grau         | 1 - 0     | Universidad San Martín    | Campeones del 36             | 8 de marzo | 11:00   |         |
| Universitario         | 1 - 1     | Alianza Lima              | Campo Mar - U                | 8 de marzo | 12:00   |         |
| Deportivo Binacional  | 2 - 2     | Sport Boys                | Guillermo Briceño Rosamedina | 8 de marzo | 15:00   |         |
| Ayacucho              | 1 - 0     | Alianza Universidad       | Ciudad de Cumaná             | 9 de marzo | 11:00   |         |